# Daixtkaruní
Els Daixtkaruní van ser una família de nakharark (nobles) d'Armènia amb feu hereditari al districte de la Sacasene a Uti. Van governar com a prínceps sobirans probablement entre els segles iv i vii en un territori anomenat Daixtakaran.
Se'ls esmenta per darrer cop al segle vii.